# Observatório Sonear
O Observatório Sonear ou Sonear Observatory (Sonear, sigla (em inglês) para Southern Observatory for Near Earth Asteroids Research, ou (em português) para Observatório Austral para Pesquisa de Asteroides Próximos à Terra), instalado em Oliveira, Minas Gerais, é o único observatório astronômico do tipo no hemisfério sul. O projeto é financiado e levado a cabo por um grupo de amigos e astrônomos amadores de Minas Gerais. O monitoramento do céu noturno é constante, durante o dia uma programação com agendamentos que delimita as zonas do céu a serem monitoradas é feita, e durante a noite os telescópios pré-programados e operados remotamente fotografam o céu. Um software analisa as imagens, separando potenciais descobertas e descartando objetos já catalogados. O grupo de astrônomos amadores do projeto analisa pessoalmente os dados coletados pelo software, descartando falsos alarmes, e posteriormente envia os dados para União Astronômica Internacional, para que outros astrônomos possam confirmar a descoberta.

## Descobertas
Até o momento o projeto já identificou 32 asteroides cujas órbitas se aproximam da Terra, além de outros 28 asteroides no cinturão de asteroides, entre as órbitas de Marte e Júpiter e 3 asteroides "cruzadores de Marte", que cruzam a órbita de Marte mas não se aproximam da Terra.
A mais recente descoberta aconteceu em maio de 2020, o Cometa C/2020 J1 (SONEAR).
| Nomenclatura         | Tipo                    | Data da Descoberta |
| -------------------- | ----------------------- | ------------------ |
| C/2014 A4 (SONEAR)   | Cometa de Longo Período | 12/01/2014         |
| C/2014 E2 (Jacques)  | Cometa de Longo Período | 13/03/2014         |
| C/2015 F4 (Jacques)  | Cometa de Longo Período | 27/03/2015         |
| P/2015 Q2 (Pimentel) | Cometa Periódico        | 31/08/2015         |
| C/2017 D2 (Barros)   | Cometa de Longo Período | 23/02/2017         |
| C/2017 K6 (Jacques)  | Cometa de Longo Período | 29/05/2017         |
| C/2018 E2 (Barros)   | Cometa de Longo Período | 12/03/2018         |
| P/2020 G1 (Pimentel) | Cometa Periódico        | 13/04/2020         |
| C/2020 J1 (SONEAR)   | Cometa de Longo Período | 01/05/2020         |

| Nomenclatura | Tipo   | Data da Descoberta |
| ------------ | ------ | ------------------ |
| 2014 KP4     | APOLLO | 20/05/2014         |
| 2014 NA64    | AMOR   | 15/07/2014         |
| 2014 OA2     | AMOR   | 23/07/2014         |
| 2014 PL51    | AMOR   | 04/08/2014         |
| 2014 PR62    | AMOR   | 14/08/2014         |
| 2014 PT59    | AMOR   | 13/08/2014         |
| 2014 QA33    | APOLLO | 19/08/2014         |
| 2014 RP12    | APOLLO | 06/09/2014         |
| 2014 TG18    | APOLLO | 03/10/2014         |
| 2014 TY33    | AMOR   | 10/10/2014         |
| 2015 BL311   | APOLLO | 21/01/2015         |
| 2015 KQ154   | AMOR   | 25/05/2015         |
| 2015 OM      | APOLLO | 18/07/2015         |
| 2015 PK9     | APOLLO | 10/08/2015         |
| 2015 SA      | ATEN   | 16/09/2015         |
| 2016 HL      | APOLLO | 19/04/2016         |
| 2016 HO      | AMOR   | 24/04/2016         |
| 2016 JC6     | ATEN   | 03/05/2016         |
| 2016 NA      | APOLLO | 01/07/2016         |
| 2016 NO56    | APOLLO | 06/07/2016         |
| 2016 ON      | AMOR   | 23/07/2016         |
| 2016 OO      | AMOR   | 25/07/2016         |
| 2016 PR8     | APOLLO | 30/07/2016         |
| 2016 QA2     | ATEN   | 27/08/2016         |
| 2017 GK6     | APOLLO | 05/04/2017         |
| 2017 NT5     | APOLLO | 12/07/2017         |
| 2017 NN6     | APOLLO | 14/07/2017         |
| 2017 TA4     | APOLLO | 12/10/2017         |
| 2018 HW1     | APOLLO | 23/04/2018         |
| 2018 MG7     | ATEN   | 20/06/2018         |
| 2018 NV      | ATEN   | 08/06/2018         |
| 2019 OK      | APOLLO | 24/07/2019         |

| Nomenclatura | Data da Descoberta |
| ------------ | ------------------ |
| 2014 OY343   | 18/07/2014         |
| 2014 OZ343   | 18/07/2014         |
| 2014 PW69    | 04/08/2014         |
| 2014 PY69    | 04/08/2014         |
| 2014 QJ387   | 30/08/2014         |
| 2015 OL47    | 25/07/2015         |
| 2015 PE307   | 15/08/2015         |
| 2015 PF62    | 10/08/2015         |
| 2015 PT254   | 11/08/2015         |
| 2015 PV12    | 08/08/2015         |
| 2015 PY9     | 07/08/2015         |
| 2015 PZ      | 05/08/2015         |
| 2016 NM21    | 07/07/2016         |
| 2016 NZ21    | 07/07/2016         |
| 2016 NA22    | 07/07/2016         |
| 2016 PW11    | 02/08/2016         |
| 2016 QW8     | 05/08/2015         |
| 2016 QB34    | 25/08/2016         |
| 2016 QF55    | 05/08/2016         |
| 2016 RS11    | 05/09/2016         |
| 2017 KW33    | 25/05/2017         |
| 2017 ON4     | 24/07/2017         |
| 2017 OM12    | 24/07/2017         |
| 2017 OS12    | 25/07/2017         |
| 2017 OR12    | 25/07/2017         |
| 2017 OO21    | 26/07/2017         |
| 2017 OE52    | 29/07/2017         |

| Nomenclatura | Data da Descoberta |
| ------------ | ------------------ |
| 2015 NX9     | 11/07/2015         |
| 2016 QL12    | 26/08/2016         |
| 2017 JC      | 29/05/2017         |